# Ахмад Абугауш
Ахмад Абугауш (араб. أحمد أبو غوش, нар. 1 лютого 1996, Амман, Йорданія) — йорданський тхеквондист, олімпійський чемпіон 2016 року. Перший і єдиний в історії Йорданії олімпійський чемпіон.

## Виступи на Олімпіадах
| Олімпіада           | Дисципліна | Місце |
| ------------------- | ---------- | ----- |
| Ріо-де-Жанейро 2016 | до 68 кг   | 1     |